# Bahnbetriebswerk Plochingen

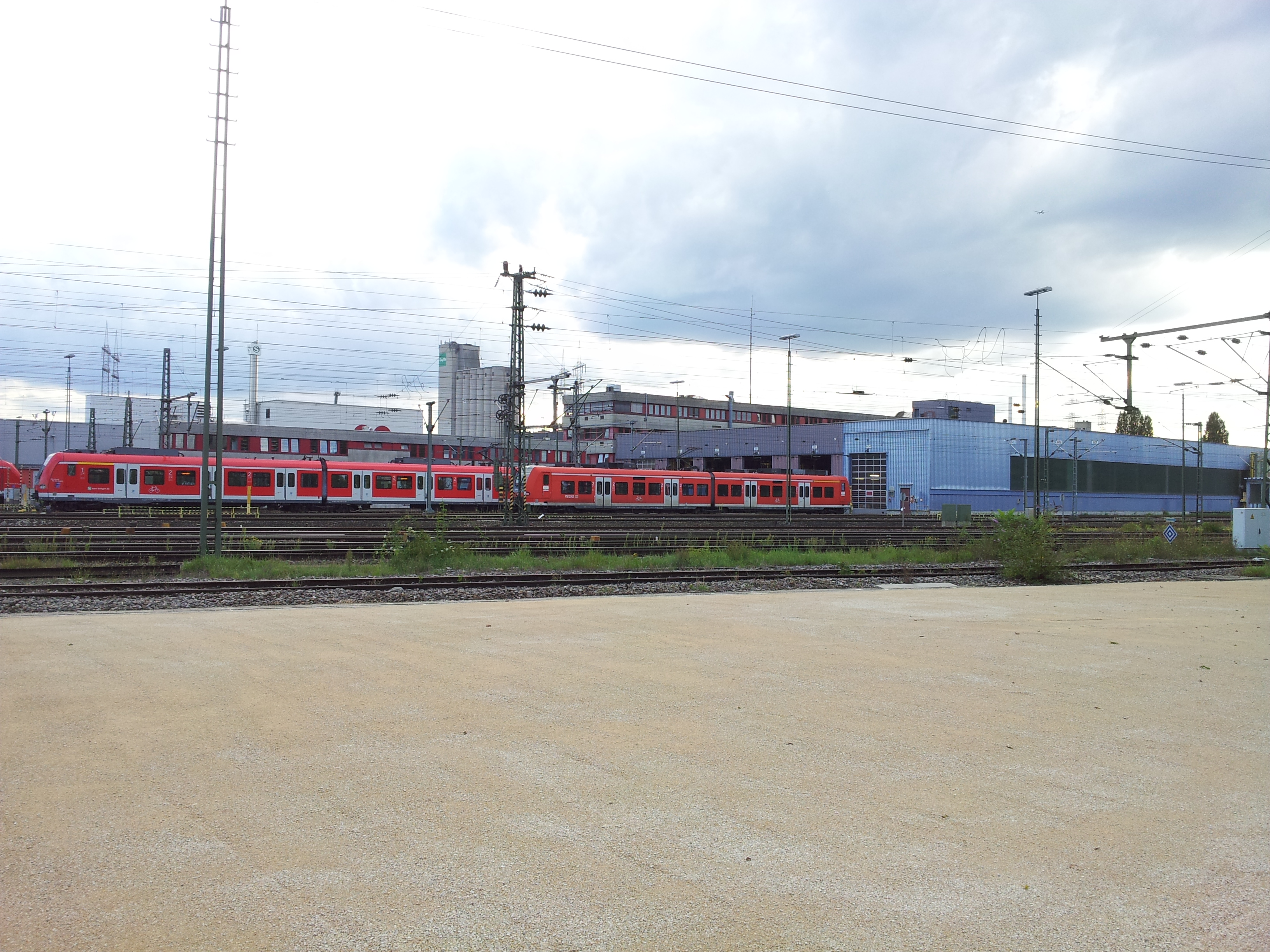
Blick auf das Bahnbetriebswerk

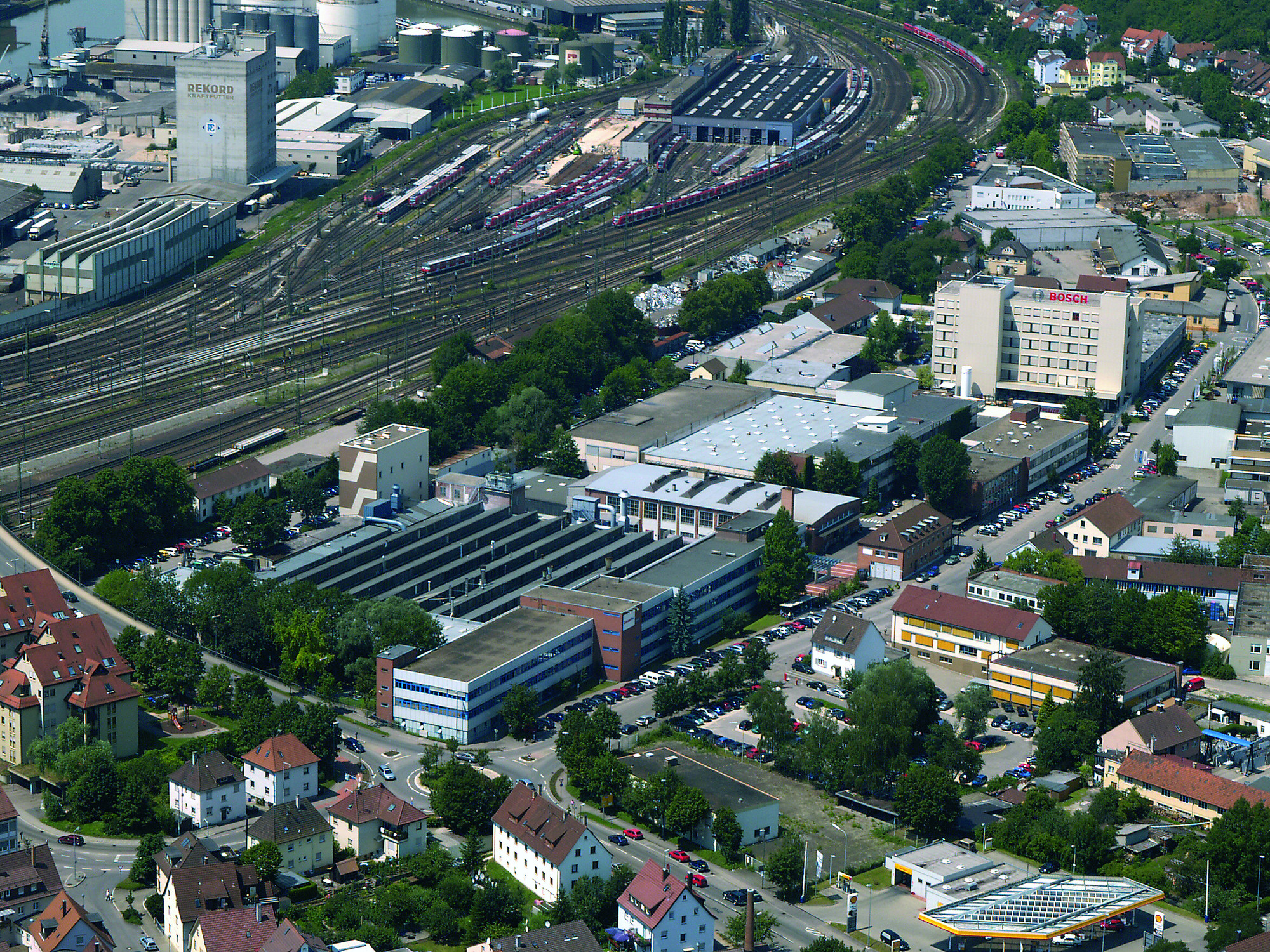
Luftbild mit dem Bw im Hintergrund

Das Bahnbetriebswerk Plochingen (Kurzform: Bw Plochingen) ist ein Bahnbetriebswerk der DB Regio AG in Plochingen.
Das Bw liegt westlich des Bahnhofs neben den nach Stuttgart führenden Bahngleisen und ist von der Straße aus über die Zufahrt zum Neckarhafen erreichbar. Es ist für die Wartung der Triebzüge der S-Bahn Stuttgart zuständig. Des Weiteren werden auch noch Triebzüge des Regionalverkehrs Württemberg betreut. Eröffnet wurde das jetzige Bw Plochingen mit der S-Bahn Stuttgart im Jahr 1978. Zuvor stand an etwa derselben Stelle der Ringlokschuppen des alten Bw Plochingen.

## Ausstattung
Das Bw Plochingen verfügt über sechs Hallengleise. Alle Gleise sind ca. 140 Meter lang. Fünf der Gleise sind dabei in zwei Stände unterteilt. An drei Gleisen gibt es Mittelgruben für Wartungsarbeiten. Diese Gleise sind aufgeständert um auch von der Seite besser an den Fahrzeugen arbeiten zu können. Auf zwei Gleisen gibt es je zwei Hebeanlagen um komplette Triebzüge zum Achstausch oder für Wartungsarbeiten um ca. 1,5 Meter anzuheben. In der Mitte des nicht in Stände unterteilten Gleises ist eine Unterflurradsatzdrehbank eingebaut. Mit ihr können die Räder der Fahrzeuge im eingebauten Zustand profiliert werden. An mehreren Gleisen sind Dacharbeitsbühnen installiert. Bis auf einen Stand sind alle Gleise mit Oberleitung überspannt.

## Fahrzeuge
In Plochingen sind beheimatet (Stand Dezember 2024):
- 60 Einheiten 423
- 1 Einheit 426
- 155 Einheiten 430
- 2 Dieselloks 218
- 4 Einheiten 650

Bis März 2006 waren noch zehn Einheiten 425.1 in Plochingen stationiert, diese wurden nach Ludwigshafen abgegeben. Außerdem war bis 2004 als fünfter 426 noch der 426 011 in Plochingen stationiert, der am 21. April 2004 durch einen schweren Unfall am Bahnhof Süßen verloren ging. Vier Einheiten ET 420.7 wurden 2009 nach Frankfurt abgegeben. Eine Einheit ET 426 kam 2010 aus Essen hinzu.

## Geschichte
1972 fiel die Entscheidung, das für Dampflokomotiven gebaute Betriebswerk zum S-Bahn-Betriebswerk umzubauen. Durch die stark geengte Lage des Geländes, zwischen S-Bahn-Gleisen im Norden und einem Gütergleis im Süden, wurde eine Linsenform für die 1,1 km lange Anlage gewählt. In einer ersten Stufe wurde das Werk für die 85 Fahrzeuge des ersten S-Bahn-Bauabschnitts ausgelegt. Das Werk sollte schrittweise auf acht Hallengleise, 14 Hallenstände und rund 900 Mitarbeiter ausgebaut werden. Zunächst wurden fünf Hallengleise realisiert. Das fünfgeschossige, 150 m lange Dienstgebäude wurde bereits für den Endzustand ausgelegt.
Am 1. Oktober 1978 nahm die S-Bahn Stuttgart ihren Betrieb, mit zunächst 48 Triebzügen der Baureihe 420, auf. Das Werk war auf den bis 1985 geplanten Bestand von 150 Triebzügen ausgelegt.
Im August 2022 schrieb DB Regio Generalplanungsleistungen für einen Umbau des Werkes aus.
Das Werk liegt im Bereich des Digitalen Knotens Stuttgart (Baustein 3, Planbereich 3). Die Ausrüstung dieses Bereichs ist jedoch aus finanziellen Gründen zurückgestellt.